# 東京の女
「東京の女」（とうきょうのひと）は、1970年に発表されたザ・ピーナッツの楽曲である。

## 概要
当時、ザ・タイガースに所属していた沢田研二の作曲により発表された。沢田はこの他にもザ・ピーナッツに楽曲を提供している。
歌詞は5番まで存在している。歌い終わりの歌詞に出てくる東京の地名は、1番から順に「銀座」「赤坂」「青山」「新宿」「東京」となっている。
発表された1970年の『第21回NHK紅白歌合戦』でも一部（ワンコーラス分）をカットの上で歌唱されていた。「大阪の女」と違い、曲調は演歌調ではない（和製ポップス調）。この映像はNHK内にカラー映像で保存されている。

## 作成者
- 作詞：山上路夫
- 作曲：沢田研二
- 編曲：宮川泰

## カバー
- 椎名林檎 - シングル「ギブス」（2000年）、アルバム『私と放電』（2008年）収録